# Erich Beyer
Erich Beyer (* 18. Juli 1911 in Leipzig; † 25. März 2012) war ein deutscher Sportwissenschaftler, Hochschullehrer und Sportfunktionär.

## Leben
Beyer kam in Leipzig als Sohn von Arthur Beyer zur Welt und erlangte am Helmholtz-Reform-Realgymnasium den Abiturabschluss. Von 1932 bis 1936 absolvierte er in Leipzig ein Lehramtsstudium in den Fächern Englisch, Geschichte, Leibesübungen, Philosophie und Erziehungswissenschaft. Von 1936 bis 1938 war er für den Deutschen Reichsbund für Leibesübungen als  Wandersportlehrer tätig, ehe er 1938 in Leipzig sein Referendariat antrat. Während des Zweiten Weltkrieges war er in den Sprachen Englisch und Französisch als Nachrichtendolmetscher beschäftigt.
Im Anschluss an das Ende des Krieges nahm Beyer in Bad Soden am Taunus eine Stelle als Gymnasiallehrer an und war zudem als Lehrer von US-Soldaten in den Fächern  Deutsch und Französisch tätig. 1948 schloss er seine Doktorarbeit (Die amerikanische Sportsprache unter besonderer Berücksichtigung des Baseballspiels und seines Wortschatzes) ab und wurde zum Doktor der Philosophie promoviert. Im Jahr 1951 weilte er im Vereinigten Königreich, wo er als Sportlehrer an der Prince Henry’s Grammar School in Evesham arbeitete. 1954 wurde er Vorsitzender des Hessischen Turn-, Sport- und Gymnastiklehrerverbandes wurde und 1960 Vizepräsident des Bundes Deutscher Leibeserzieher.
Beyer war von 1962 bis 1974 Direktor des „Instituts für Leibesübungen“ an der Technischen Hochschule Karlsruhe, des späteren Instituts für Sport und Sportwissenschaft am Karlsruher Institut für Technologie der Universität Karlsruhe. Er wurde 1976 zum Professor ernannt und war jahrzehntelang der deutsche Vertreter im Vorstand der Fédération Internationale d'Éducation Physique (FIEP) und später deren Ehrenmitglied. Schwerpunktgebiete seines beruflichen Engagements waren die Befassung mit der Geschichte des Sports und mit der Sportpädagogik, die Pflege internationaler Sportkontakte und die leitende Mitarbeit an der Redaktion verschiedener Publikationsreihen, etwa Beiträge zur Lehre und Forschung der Leibeserziehung.
Im Zeitraum von 1965 bis 1969 war Beyer Vorsitzender der Arbeitsgemeinschaft der Direktoren der Institute für Leibesübungen in der Bundesrepublik Deutschland (AID). Ab 1973 arbeitete er an einem mehrsprachigen sportwissenschaftlichen Wörterbuch, welches 1987 unter anderem nach Zusammenarbeit mit Peter Röthig veröffentlicht wurde (Wörterbuch der Sportwissenschaft. Deutsch-Englisch-Französisch). Er war verheiratet mit Luise Beyer, geborene Preckwinkel.

## Publikationen (Auswahl)
- Die amerikanische Sportsprache. 1964.
- als Hrsg.: Reclams Sportführer. 1971.
- als Mitherausgeber: grote Sport encyclopedie. 1976.
- als Mitherausgeber: Philosophie des Sports. 1973.
- als Mitherausgeber:; Beiträge zur Gegenstandsbestimmung der Sportpädagogik. 1976.